# Convocazioni alla Grand Champions Cup femminile 2009
Elenco delle giocatrici convocate per la Grand Champions Cup 2009.

## Brasile
| N° | Nome                   | Ruolo | Data di nascita  | Squadra        |
| -- | ---------------------- | ----- | ---------------- | -------------- |
| -  | José Roberto Guimarães | All   | 31 luglio 1954   | -              |
| 2  | Ana Takagui            | P     | 26 ottobre 1987  | Osasco         |
| 3  | Danielle Lins          | P     | 5 gennaio 1985   | Rio de Janeiro |
| 4  | Paula Pequeno          | S     | 22 gennaio 1982  | Osasco         |
| 5  | Caroline Gattaz        | C     | 27 luglio 1981   | Rio de Janeiro |
| 6  | Thaísa de Menezes      | C     | 15 maggio 1987   | Osasco         |
| 7  | Marianne Steinbrecher  | S     | 23 agosto 1983   | São Caetano    |
| 8  | Adenízia da Silva      | C     | 18 dicembre 1986 | Osasco         |
| 9  | Natália Pereira        | S/O   | 24 aprile 1989   | Osasco         |
| 10 | Wélissa Gonzaga        | S     | 9 settembre 1982 | Osasco         |
| 11 | Joyce da Silva         | S     | 13 giugno 1984   | Rio de Janeiro |
| 13 | Sheilla de Castro      | S/O   | 1º luglio 1983   | São Caetano    |
| 14 | Fabiana de Oliveira    | L     | 7 marzo 1980     | Rio de Janeiro |

## Corea del Sud
| N° | Nome           | Ruolo | Data di nascita  | Squadra             |
| -- | -------------- | ----- | ---------------- | ------------------- |
| -  | Ryu Hoa-suk    | All   | 3 agosto 1952    | -                   |
| 2  | Yeum Hye-seon  | P     | 3 febbraio 1991  | Hyundai Hillstate   |
| 4  | Kim Sa-nee     | P     | 21 giugno 1981   | KT&G Ariels         |
| 5  | Kim Hae-ran    | L     | 16 marzo 1984    | Korea Expressway    |
| 6  | Oh Hyun-mi     | S     | 15 marzo 1986    | GS Caltex Seoul     |
| 7  | Yoon Hye-suk   | S     | 19 giugno 1983   | Hyundai Hillstate   |
| 10 | Kim Yeon-koung | S     | 26 febbraio 1988 | JT Marvelous        |
| 12 | Hwang Youn-joo | S     | 13 agosto 1986   | Pink Spiders        |
| 13 | Park Jeong-ah  | S     | 26 marzo 1993    | Namsung Girls' HS   |
| 14 | Yang Hyo-jin   | C     | 14 dicembre 1989 | Hyundai Hillstate   |
| 15 | Kim Se-young   | C     | 4 giugno 1981    | KT&G Ariels         |
| 17 | Lee Bo-lam     | C     | 8 agosto 1988    | Korea Expressway    |
| 19 | Kim Hee-jin    | S     | 29 aprile 1991   | Joongang Women's HS |

## Giappone
| N° | Nome             | Ruolo | Data di nascita  | Squadra           |
| -- | ---------------- | ----- | ---------------- | ----------------- |
| -  | Masayoshi Manabe | All   | 21 agosto 1963   | -                 |
| 1  | Megumi Kurihara  | S     | 31 luglio 1984   | Pioneer Red Wings |
| 3  | Yoshie Takeshita | P     | 18 marzo 1978    | JT Marvelous      |
| 4  | Kaori Inoue      | C     | 21 ottobre 1982  | Denso Airybees    |
| 6  | Yūko Sano        | L     | 26 luglio 1979   | Hisamitsu Springs |
| 9  | Mizuho Ishida    | S     | 22 gennaio 1988  | Hisamitsu Springs |
| 10 | Yuki Shoji       | C     | 19 novembre 1981 | Ageo Medics       |
| 11 | Erika Araki      | C     | 3 agosto 1984    | Toray Arrows      |
| 12 | Saori Kimura     | S     | 19 giugno 1986   | Toray Arrows      |
| 15 | Koyomi Tominaga  | P     | 1º maggio 1989   | Pioneer Red Wings |
| 17 | Mai Yamaguchi    | S     | 3 luglio 1983    | Okayama Seagulls  |
| 18 | Maiko Sakashita  | S/O   | 25 febbraio 1985 | JT Marvelous      |
| 19 | Kanari Hamaguchi | L     | 29 agosto 1985   | Toray Arrows      |

## Italia
| N° | Nome                 | Ruolo | Data di nascita   | Squadra       |
| -- | -------------------- | ----- | ----------------- | ------------- |
| -  | Massimo Barbolini    | All   | 29 agosto 1964    | Club Italia   |
| 2  | Cristina Barcellini  | S     | 20 novembre 1986  | Asystel       |
| 3  | Immacolata Sirressi  | L     | 19 maggio 1990    | Asystel       |
| 5  | Giulia Rondon        | P     | 16 ottobre 1987   | River         |
| 8  | Jenny Barazza        | C     | 24 luglio 1981    | Asystel       |
| 10 | Paola Cardullo       | L     | 18 marzo 1982     | Villa Cortese |
| 11 | Serena Ortolani      | S/O   | 7 gennaio 1987    | Bergamo       |
| 12 | Francesca Piccinini  | S     | 10 gennaio 1979   | Bergamo       |
| 13 | Valentina Arrighetti | C     | 26 gennaio 1985   | Bergamo       |
| 14 | Eleonora Lo Bianco   | P     | 22 dicembre 1979  | Bergamo       |
| 15 | Antonella Del Core   | S     | 5 novembre 1980   | Bergamo       |
| 16 | Lucia Bosetti        | S     | 9 luglio 1989     | Bergamo       |
| 17 | Simona Gioli         | C     | 17 settembre 1977 | Dinamo Mosca  |

## Rep. Dominicana
| N° | Nome                | Ruolo | Data di nascita   | Squadra             |
| -- | ------------------- | ----- | ----------------- | ------------------- |
| -  | Marcos Kwiek        | All   | 18 luglio 1967    | -                   |
| 1  | Annerys Vargas      | C     | 7 agosto 1981     | Criollas de Caguas  |
| 2  | Dahiana Burgos      | S     | 7 aprile 1985     | Pontecagnano Faiano |
| 3  | Lisvel Eve          | C     | 10 settembre 1991 | Criollas de Caguas  |
| 5  | Brenda Castillo     | L     | 5 giugno 1992     | Pueblo Nuevo        |
| 6  | Carmen Casó         | L     | 29 novembre 1981  | Distrito Nacional   |
| 7  | Niverka Marte       | P     | 19 ottobre 1990   | Distrito Nacional   |
| 8  | Cándida Arias       | C     | 11 marzo 1992     | Madre Vieja         |
| 10 | Milagros Cabral     | S     | 17 ottobre 1978   | Pinkin de Corozal   |
| 11 | Jeoselyna Rodríguez | S/O   | 9 dicembre 1991   | Indias de Mayagüez  |
| 12 | Karla Echenique     | P     | 16 maggio 1986    | -                   |
| 14 | Prisilla Rivera     | S/O   | 29 dicembre 1984  | CAV Murcia          |
| 17 | Gina Mambrú         | S     | 21 gennaio 1986   | Ageo Medics         |

## Thailandia
| N° | Nome                         | Ruolo | Data di nascita  | Squadra           |
| -- | ---------------------------- | ----- | ---------------- | ----------------- |
| -  | Kiattipong Radchatagriengkai | All   | 17 luglio 1966   | Federbrau         |
| 1  | Wanna Buakaew                | L     | 2 gennaio 1981   | Federbrau         |
| 5  | Pleumjit Thinkaow            | C     | 9 novembre 1983  | Federbrau         |
| 6  | Onuma Sittirak               | S     | 13 giugno 1986   | Federbrau         |
| 8  | Utaiwan Kaensing             | C     | 7 settembre 1988 | Federbrau         |
| 10 | Wilavan Apinyapong           | S     | 6 giugno 1984    | Federbrau         |
| 11 | Amporn Hyapha                | C     | 19 maggio 1985   | Federbrau         |
| 12 | Kamonporn Sukmak             | P     | 29 febbraio 1988 | Nakornnonthaburi  |
| 13 | Nootsara Tomkom              | P     | 7 luglio 1985    | Federbrau         |
| 15 | Malika Kanthong              | S/O   | 8 gennaio 1987   | Federbrau         |
| 17 | Wanitchaya Luangtonglang     | S     | 8 ottobre 1992   | Nakhon Ratchasima |
| 18 | Em-orn Phanusit              | S     | 25 marzo 1988    | Federbrau         |
| 19 | Tapaphaipun Chaisri          | L     | 29 novembre 1989 | Federbrau         |